# Шлоссман, Карл
Карл Ричард Бенджамин Шлоссманн (эст. Karl Schlossmann, 19 февраля 1885, Приход Пуурмани — 17 декабря 1969, Стокгольм) — эстонский учёный-биолог и организатор науки, основатель эстонской микробиологии, профессор. Назначен в число первых 12 действительных членов Эстонской академии наук (1938). Первый Президент Эстонской академии наук. 

## Биография
Родился в семье фермера. Среднее образование получил в Тартуской реальной школе, основной курс которой он закончил в 1904 году и дополнительный класс в 1905 году. По окончании поступил на инженерный факультет Рижского политехнического института, но учился там только один семестр. Осенью 1906 года начал учиться на медицинском факультете Тартуского университета, который окончил с отличием в 1911 году. Ещё будучи студентом, в 1910–1911 годах, К. Шлоссманн начал работать с профессором А. Палдроком в качестве ассистента в клинике по кожным и венерическим заболеваниям. В этот период началось его становление в качестве микробиолога.
Карл Шлоссманн — выпускник корпорации Сакала.
В 1912 году некоторое время работал ассистентом у профессора К. Дехио. Затем, до 1914 года, он был окружным врачом в Пайде.
В годы Первой мировой войны он уже работал в качестве бактериолога. В 1918 году вернулся в Тарту и начал там
работать в лаборатории бактериологии, но вскоре был отправлен в Советскую Россию в Воронеж, куда был
эвакуировал Тартуский университет с его активами. Там 2 августа 1920 года он защитил дипломную работу «Автосеротерапия сифилиса», которая впоследствии была признана достойной степени доктора медицины в Эстонии. В Воронеже не остался.
В сентябре 1920 года Совет Тартуского университета избрал К. Шлоссмана на должность доцента по бактериологии.
Он возглавил Бактериологический кабинет, созданный по его инициативе, позднее превращённый в Бактериологический институт, который К. Шлоссманн возглавлял до 1944 года.
С 1934 по 1937 год он был деканом медицинского факультета Тартуского университета.
При создании в 1938 году Эстонской Академии наук Карл Шлоссман был назначен в число первых 12 действительных членов. Первый Президент Эстонской академии наук.
Председатель Эстонского общества евгеники и генеалогии.
Виднейший курортолог, исследовал эстонские лечебные грязи.
В 1944 году бежал в Швецию, где продолжил свои исследования в Институте короля Густава V в Стокгольме.